# 819 Barnardiana
819 Barnardiana
819 Barnardiana là một tiểu hành tinh ở vành đai chính. Nó được Max Wolf phát hiện ngày 3.3.1916 ở Heidelberg, và được đặt theo tên Edward Emerson Barnard, nhà thiên văn học người Mỹ.